# 津市
津市（日语：／ Tsu shi */?）是位於日本三重县中部的城市，也是三重縣的縣廳所在地。津市為縣內面積最大的行政區劃，西南部為山區，東部為平原，地處伊勢平原的中間區域，主要市區位於沿海區域，安濃川與岩田川流經市區並注入伊勢灣。安濃川以北為橋北地區，岩田川以南為橋南地區，兩者之間則為橋內地區。全市人口雖然已超過20萬人，但津市是少數不具特例市、中核市或政令指定都市地位的縣廳所在地。
「津」在日文中是港口的意思，其日文發音僅有一個音節，因此津市與塞拉利昂的博城、布吉納法索的波市同樣以一個音節的發音並列為世界上发音最短的城市名字。

## 人口
雖然津市是三重縣的縣廳所在地，但是津市卻不是三重縣內的最大城市，位於三重縣北部人口達30萬人的四日市市才是縣內最大的城市。位於中勢地區的津市都市圈包含松阪市、多氣町、明和町、大台町、大紀町，總人口50萬也略低於位於北勢四日市都市圈的60萬人。
津市過去在平成大合併之前，人口約只有16萬，在全日本各都道府縣的縣廳所在地中也是屬於人口較少的，在2005年底甚至曾有三個月期間成為全日本人口最少的縣廳所在地；直到2006年與周邊的九個行政區劃整併後，人口數一口氣突破25萬，才將人口最少的縣廳所在地身分讓出。
| 津市人口分布圖 |                                             |  |
| 津市與日本全國年齡別人口分布比較圖 （2005年資料） | 津市的年齡、男女別人口分布圖 （2005年資料） |  |
| ■紫色是津市 ■綠色是全国 | ■藍色是男性 ■紅色是女性                     |  |
| 津市人口變化 \| 1970年 \| 242,000人 \| \| \| 1975年 \| 257,198人 \| \| \| 1980年 \| 265,443人 \| \| \| 1985年 \| 273,817人 \| \| \| 1990年 \| 280,384人 \| \| \| 1995年 \| 286,519人 \| \| \| 2000年 \| 286,521人 \| \| \| 2005年 \| 288,538人 \| \| \| 2010年 \| 285,746人 \| \| \| 2015年 \| 279,886人 \| \| \| 2020年 \| 274,537人 \| \| |                                             |  |
| 資料來源：日本總務省統計中心提供之人口普查數據 |                                             |  |
| 1970年 | 242,000人                                   |  |
| 1975年 | 257,198人                                   |  |
| 1980年 | 265,443人                                   |  |
| 1985年 | 273,817人                                   |  |
| 1990年 | 280,384人                                   |  |
| 1995年 | 286,519人                                   |  |
| 2000年 | 286,521人                                   |  |
| 2005年 | 288,538人                                   |  |
| 2010年 | 285,746人                                   |  |
| 2015年 | 279,886人                                   |  |
| 2020年 | 274,537人                                   |  |

## 氣候
| 津市(1981年～2010年)     | 津市(1981年～2010年) | 津市(1981年～2010年) | 津市(1981年～2010年) | 津市(1981年～2010年) | 津市(1981年～2010年) | 津市(1981年～2010年) | 津市(1981年～2010年) | 津市(1981年～2010年) | 津市(1981年～2010年) | 津市(1981年～2010年) | 津市(1981年～2010年) | 津市(1981年～2010年) | 津市(1981年～2010年) |
| 月份                     | 1月                  | 2月                  | 3月                  | 4月                  | 5月                  | 6月                  | 7月                  | 8月                  | 9月                  | 10月                 | 11月                 | 12月                 | 全年                 |
| ------------------------ | -------------------- | -------------------- | -------------------- | -------------------- | -------------------- | -------------------- | -------------------- | -------------------- | -------------------- | -------------------- | -------------------- | -------------------- | -------------------- |
| 平均高温 °C（°F）        | 9.2 (48.6)           | 9.7 (49.5)           | 12.9 (55.2)          | 18.4 (65.1)          | 22.6 (72.7)          | 26.0 (78.8)          | 30.0 (86.0)          | 31.2 (88.2)          | 27.7 (81.9)          | 22.2 (72.0)          | 16.9 (62.4)          | 11.9 (53.4)          | 19.9 (67.8)          |
| 平均低温 °C（°F）        | 1.9 (35.4)           | 2.3 (36.1)           | 4.7 (40.5)           | 9.9 (49.8)           | 14.9 (58.8)          | 19.3 (66.7)          | 23.4 (74.1)          | 24.4 (75.9)          | 21.0 (69.8)          | 14.8 (58.6)          | 9.0 (48.2)           | 4.2 (39.6)           | 12.5 (54.5)          |
| 平均降水量 mm（）        | 43.9 (1.73)          | 59.0 (2.32)          | 109.9 (4.33)         | 127.9 (5.04)         | 177.1 (6.97)         | 200.4 (7.89)         | 180.3 (7.10)         | 137.0 (5.39)         | 273.1 (10.75)        | 150.7 (5.93)         | 83.5 (3.29)          | 38.5 (1.52)          | 1,581.3 (62.26)      |
| 平均降水天数（≥ 1.0 mm） | 5.2                  | 5.9                  | 9.8                  | 8.8                  | 10.3                 | 11.3                 | 11.2                 | 8.5                  | 10.3                 | 8.9                  | 6.0                  | 5.0                  | 101.2                |
| 月均日照時數             | 163.2                | 157.0                | 175.9                | 189.0                | 191.0                | 150.1                | 174.8                | 210.6                | 156.1                | 164.8                | 160.1                | 173.2                | 2,065.8              |
| 来源：日本氣象廳         |                      |                      |                      |                      |                      |                      |                      |                      |                      |                      |                      |                      |                      |

## 歷史

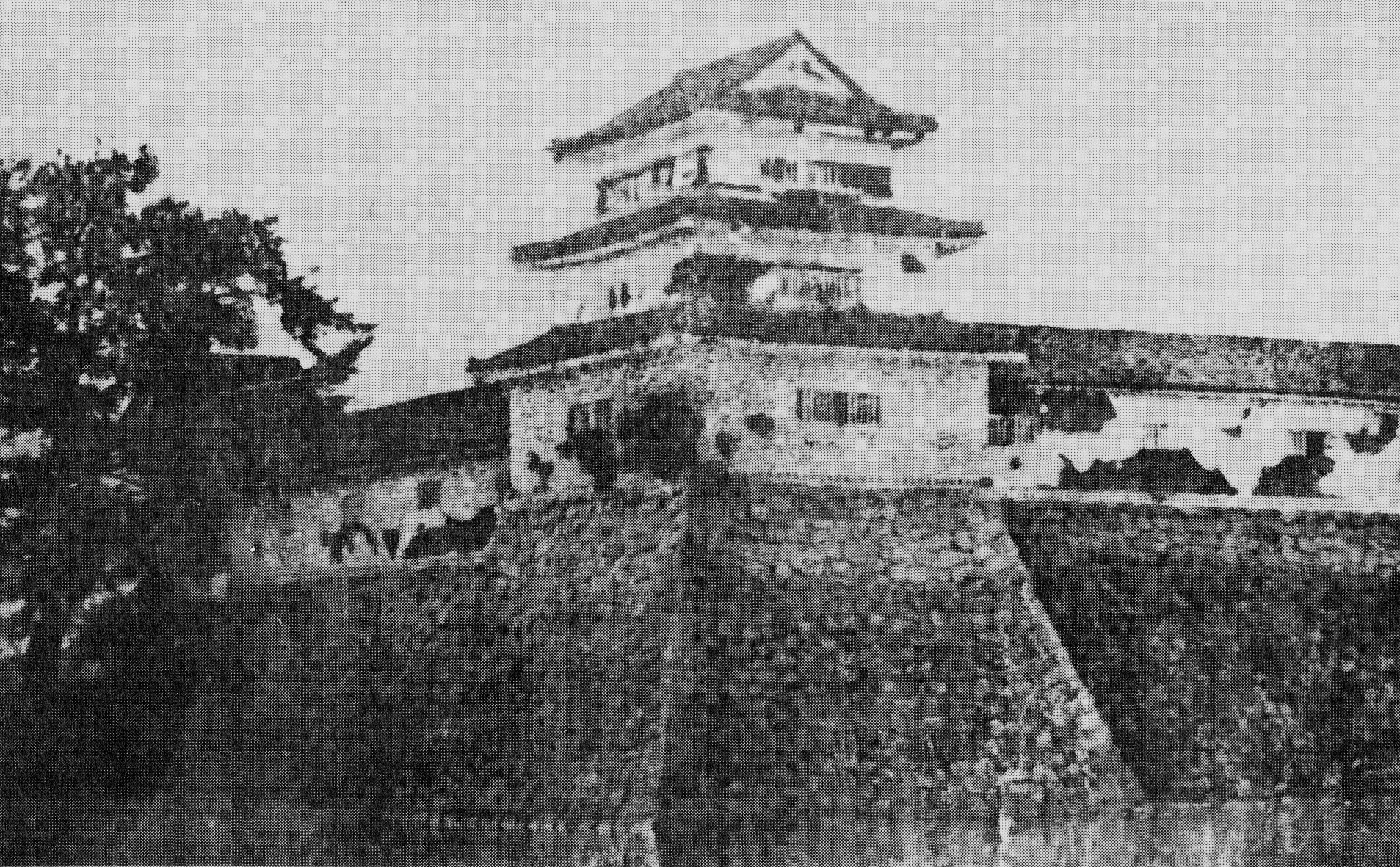
19世紀拍攝的津城

津市轄區範圍發展變化

過去在14世紀前，曾是日本最主要的港口安濃津，與花旭塔津、坊津被合稱為日本三津，又由於距離平安京較近，在平安時代被視為京城對外的港口之一，也是通往日本東部的交通要道，也因此直接被簡稱為「津」（意思為港口）。但在1498年明應地震引發的海嘯摧毀了安濃津，造成本地失去港口機能後，從此開始沒落。
13世紀中以後，本地為長野工藤氏的領地，最初以長野城為據點，雖然後來臣服於北畠氏，但仍繼續在此經營，並在16世紀中建立了津城；而北畠氏則在現今津市西南部山區內建了霧山城，並以此為其統領整個伊勢的據點。
1569年織田信長先後擊敗長野工藤氏和北畠氏控制了伊勢，由織田信長之弟織田信包入主津城，之後又在津城北側興建上野城，此期間織田信長之妹阿市曾帶著三位女兒茶茶、初、江在此居住。
豐臣秀吉時代，由富田一白入主津城，建立津藩，而上野城則由分部光嘉入主，建立伊勢上野藩；江戶時代後，津藩改由藤堂高虎入主，分部氏則改封至大溝藩後，領地被劃入紀州藩，此後本地則以津藩城下町的形式發展。
19世紀末江戶時代結束後，津藩改設為津縣，津藩的支藩久居藩則改設為久居縣，1872年第一次府縣整併後全數整併為一個縣，由於縣廳設於安濃郡津大門町（位於現在津市大門町），因此新的縣命名為安濃津縣，不過僅三個月後，由於縣廳遷移至三重郡四日市的四日市陣屋（位於現在的四日市市），因此安津濃縣更名為三重縣；不過在1873年又由於位於四日市陣屋的辦公空間不足，同時考量到未來可能會再與南側的度會縣合併，因此又將縣廳遷回本地，從此津也持續成為三重縣的縣廳所在地。
1889年日本實施市制，以津城下町為中心的區域設立為津市，同時也是當時全日本第一批設立為市的城市之一，甚至當時在東海三縣（愛知縣、岐阜県、三重縣）中也是唯一的市。
此後津市逐漸併入周邊的行政區劃，在2006年的合併後，轄區面積也從原先的101平方公里一口氣成長七倍達到現在的711平方公里；目前的津市轄區範圍已包含過去令制國時代的整個安濃郡、奄藝郡南部及一志郡的大部分區域。

### 變遷表
| 1889年4月1日   | 1889年 - 1912年                  | 1889年 - 1912年                   | 1912年 - 1944年                         | 1912年 - 1944年                         | 1945年 - 1954年                         | 1945年 - 1954年                         | 1955年 - 1989年                                                   | 1955年 - 1989年                         | 1955年 - 1989年                         | 1955年 - 1989年                         | 1989年 - 現在           | 現在                    |
| -------------- | -------------------------------- | --------------------------------- | --------------------------------------- | --------------------------------------- | --------------------------------------- | --------------------------------------- | ----------------------------------------------------------------- | --------------------------------------- | --------------------------------------- | --------------------------------------- | ----------------------- | ----------------------- |
| 奄藝郡上野村   | 1896年4月1日 河藝郡上野村        | 1896年4月1日 河藝郡上野村         | 1896年4月1日 河藝郡上野村               | 1896年4月1日 河藝郡上野村               | 1896年4月1日 河藝郡上野村               | 1954年10月15日 合併為河藝郡河藝町       | 1954年10月15日 合併為河藝郡河藝町                                 | 1956年9月30日 安藝郡河藝町              | 1956年9月30日 安藝郡河藝町              | 1956年9月30日 安藝郡河藝町              | 2006年1月1日 合併為津市 | 2006年1月1日 合併為津市 |
| 奄藝郡豐津村   | 1896年4月1日 河藝郡豐津村        | 1896年4月1日 河藝郡豐津村         | 1896年4月1日 河藝郡豐津村               | 1896年4月1日 河藝郡豐津村               | 1896年4月1日 河藝郡豐津村               | 1954年10月15日 合併為河藝郡河藝町       | 1954年10月15日 合併為河藝郡河藝町                                 | 1956年9月30日 安藝郡河藝町              | 1956年9月30日 安藝郡河藝町              | 1956年9月30日 安藝郡河藝町              | 2006年1月1日 合併為津市 | 2006年1月1日 合併為津市 |
| 奄藝郡黑田村   | 1896年4月1日 河藝郡黑田村        | 1896年4月1日 河藝郡黑田村         | 1896年4月1日 河藝郡黑田村               | 1896年4月1日 河藝郡黑田村               | 1896年4月1日 河藝郡黑田村               | 1954年10月15日 合併為河藝郡河藝町       | 1954年10月15日 合併為河藝郡河藝町                                 | 1956年9月30日 安藝郡河藝町              | 1956年9月30日 安藝郡河藝町              | 1956年9月30日 安藝郡河藝町              | 2006年1月1日 合併為津市 | 2006年1月1日 合併為津市 |
| 奄藝郡椋本村   | 1896年4月1日 河藝郡椋本村        | 1896年4月1日 河藝郡椋本村         | 1896年4月1日 河藝郡椋本村               | 1896年4月1日 河藝郡椋本村               | 1896年4月1日 河藝郡椋本村               | 1896年4月1日 河藝郡椋本村               | 1896年4月1日 河藝郡椋本村                                         | 1956年9月30日 合併為安藝郡藝濃町        | 1956年9月30日 合併為安藝郡藝濃町        | 1956年9月30日 合併為安藝郡藝濃町        | 2006年1月1日 合併為津市 | 2006年1月1日 合併為津市 |
| 奄藝郡明村     | 1896年4月1日 河藝郡明村          | 1896年4月1日 河藝郡明村           | 1896年4月1日 河藝郡明村                 | 1896年4月1日 河藝郡明村                 | 1896年4月1日 河藝郡明村                 | 1896年4月1日 河藝郡明村                 | 1896年4月1日 河藝郡明村                                           | 1956年9月30日 合併為安藝郡藝濃町        | 1956年9月30日 合併為安藝郡藝濃町        | 1956年9月30日 合併為安藝郡藝濃町        | 2006年1月1日 合併為津市 | 2006年1月1日 合併為津市 |
| 安濃郡安西村   |                                  |                                   |                                         |                                         |                                         |                                         |                                                                   | 1956年9月30日 合併為安藝郡藝濃町        | 1956年9月30日 合併為安藝郡藝濃町        | 1956年9月30日 合併為安藝郡藝濃町        | 2006年1月1日 合併為津市 | 2006年1月1日 合併為津市 |
| 安濃郡雲林院村 |                                  |                                   |                                         |                                         |                                         |                                         |                                                                   | 1956年9月30日 合併為安藝郡藝濃町        | 1956年9月30日 合併為安藝郡藝濃町        | 1956年9月30日 合併為安藝郡藝濃町        | 2006年1月1日 合併為津市 | 2006年1月1日 合併為津市 |
| 安濃郡河內村   |                                  |                                   |                                         |                                         |                                         |                                         |                                                                   | 1956年9月30日 合併為安藝郡藝濃町        | 1956年9月30日 合併為安藝郡藝濃町        | 1956年9月30日 合併為安藝郡藝濃町        | 2006年1月1日 合併為津市 | 2006年1月1日 合併為津市 |
| 奄藝郡大里村   | 1896年4月1日 河藝郡大里村        | 1896年4月1日 河藝郡大里村         | 1896年4月1日 河藝郡大里村               | 1896年4月1日 河藝郡大里村               | 1896年4月1日 河藝郡大里村               | 1896年4月1日 河藝郡大里村               | 1896年4月1日 河藝郡大里村                                         | 1956年9月30日 安藝郡大里村              | 1957年1月15日 合併為安藝郡豐里村        | 1973年2月1日 併入津市                   | 2006年1月1日 合併為津市 | 2006年1月1日 合併為津市 |
| 奄藝郡高野尾村 | 1896年4月1日 河藝郡高野尾村      | 1896年4月1日 河藝郡高野尾村       | 1896年4月1日 河藝郡高野尾村             | 1896年4月1日 河藝郡高野尾村             | 1896年4月1日 河藝郡高野尾村             | 1896年4月1日 河藝郡高野尾村             | 1896年4月1日 河藝郡高野尾村                                       | 1956年9月30日 安藝郡高野尾村            | 1957年1月15日 合併為安藝郡豐里村        | 1973年2月1日 併入津市                   | 2006年1月1日 合併為津市 | 2006年1月1日 合併為津市 |
| 奄藝郡白塚村   | 1896年4月1日 河藝郡白塚村        | 1896年4月1日 河藝郡白塚村         | 1896年4月1日 河藝郡白塚村               | 1896年4月1日 河藝郡白塚村               | 1947年7月1日 改制為河藝郡白塚町         | 1954年8月1日 併入津市                   | 津市                                                              | 津市                                    | 津市                                    | 津市                                    | 2006年1月1日 合併為津市 | 2006年1月1日 合併為津市 |
| 奄藝郡栗真村   | 1896年4月1日 河藝郡栗真村        | 1896年4月1日 河藝郡栗真村         | 1896年4月1日 河藝郡栗真村               | 1896年4月1日 河藝郡栗真村               | 1896年4月1日 河藝郡栗真村               | 1954年8月1日 併入津市                   | 津市                                                              | 津市                                    | 津市                                    | 津市                                    | 2006年1月1日 合併為津市 | 2006年1月1日 合併為津市 |
| 奄藝郡一身田村 | 1896年4月1日 河藝郡一身田村      | 1911年4月1日 改制為河藝郡一身田町 | 1911年4月1日 改制為河藝郡一身田町       | 1911年4月1日 改制為河藝郡一身田町       | 1911年4月1日 改制為河藝郡一身田町       | 1954年1月15日 併入津市                  | 津市                                                              | 津市                                    | 津市                                    | 津市                                    | 2006年1月1日 合併為津市 | 2006年1月1日 合併為津市 |
| 津市           | 津市                             | 津市                              | 津市                                    | 津市                                    | 津市                                    | 津市                                    | 津市                                                              | 津市                                    | 津市                                    | 津市                                    | 2006年1月1日 合併為津市 | 2006年1月1日 合併為津市 |
| 安濃郡建部村   | 安濃郡建部村                     | 1909年4月1日 併入津市             | 津市                                    | 津市                                    | 津市                                    | 津市                                    | 津市                                                              | 津市                                    | 津市                                    | 津市                                    | 2006年1月1日 合併為津市 | 2006年1月1日 合併為津市 |
| 安濃郡塔世村   |                                  | 1909年4月1日 併入津市             | 津市                                    | 津市                                    | 津市                                    | 津市                                    | 津市                                                              | 津市                                    | 津市                                    | 津市                                    | 2006年1月1日 合併為津市 | 2006年1月1日 合併為津市 |
| 安濃郡新町     | 安濃郡新町                       | 安濃郡新町                        | 1934年6月1日 併入津市                   | 津市                                    | 津市                                    | 津市                                    | 津市                                                              | 津市                                    | 津市                                    | 津市                                    | 2006年1月1日 合併為津市 | 2006年1月1日 合併為津市 |
| 安濃郡藤水村   | 安濃郡藤水村                     | 安濃郡藤水村                      | 1936年3月1日 併入津市                   | 津市                                    | 津市                                    | 津市                                    | 津市                                                              | 津市                                    | 津市                                    | 津市                                    | 2006年1月1日 合併為津市 | 2006年1月1日 合併為津市 |
| 一志郡高茶屋村 | 一志郡高茶屋村                   | 一志郡高茶屋村                    | 1939年7月1日 併入津市                   | 津市                                    | 津市                                    | 津市                                    | 津市                                                              | 津市                                    | 津市                                    | 津市                                    | 2006年1月1日 合併為津市 | 2006年1月1日 合併為津市 |
| 安濃郡神戶村   | 安濃郡神戶村                     | 安濃郡神戶村                      | 安濃郡神戶村                            | 1943年8月31日 併入津市                  | 津市                                    | 津市                                    | 津市                                                              | 津市                                    | 津市                                    | 津市                                    | 2006年1月1日 合併為津市 | 2006年1月1日 合併為津市 |
| 安濃郡安東村   |                                  |                                   |                                         | 1943年8月31日 併入津市                  | 津市                                    | 津市                                    | 津市                                                              | 津市                                    | 津市                                    | 津市                                    | 2006年1月1日 合併為津市 | 2006年1月1日 合併為津市 |
| 安濃郡櫛形村   |                                  |                                   |                                         | 1943年8月31日 併入津市                  | 津市                                    | 津市                                    | 津市                                                              | 津市                                    | 津市                                    | 津市                                    | 2006年1月1日 合併為津市 | 2006年1月1日 合併為津市 |
| 一志郡雲出村   | 一志郡雲出村                     | 一志郡雲出村                      | 一志郡雲出村                            | 一志郡雲出村                            | 一志郡雲出村                            | 1952年6月15日 併入津市                  | 津市                                                              | 津市                                    | 津市                                    | 津市                                    | 2006年1月1日 合併為津市 | 2006年1月1日 合併為津市 |
| 安濃郡片田村   | 安濃郡片田村                     | 安濃郡片田村                      | 安濃郡片田村                            | 安濃郡片田村                            | 安濃郡片田村                            | 1954年8月1日 併入津市                   | 津市                                                              | 津市                                    | 津市                                    | 津市                                    | 2006年1月1日 合併為津市 | 2006年1月1日 合併為津市 |
| 安濃郡高宮村   | 安濃郡高宮村                     | 安濃郡高宮村                      | 安濃郡高宮村                            | 安濃郡高宮村                            | 安濃郡高宮村                            | 1954年10月1日 合併為安濃郡美里村        | 1954年10月1日 合併為安濃郡美里村                                  | 1956年9月30日 安藝郡美里村              | 1956年9月30日 安藝郡美里村              | 1956年9月30日 安藝郡美里村              | 2006年1月1日 合併為津市 | 2006年1月1日 合併為津市 |
| 安濃郡長野村   |                                  |                                   |                                         |                                         |                                         | 1954年10月1日 合併為安濃郡美里村        | 1954年10月1日 合併為安濃郡美里村                                  | 1956年9月30日 安藝郡美里村              | 1956年9月30日 安藝郡美里村              | 1956年9月30日 安藝郡美里村              | 2006年1月1日 合併為津市 | 2006年1月1日 合併為津市 |
| 安濃郡辰水村   |                                  |                                   |                                         |                                         |                                         | 1954年10月1日 合併為安濃郡美里村        | 1954年10月1日 合併為安濃郡美里村                                  | 1956年9月30日 安藝郡美里村              | 1956年9月30日 安藝郡美里村              | 1956年9月30日 安藝郡美里村              | 2006年1月1日 合併為津市 | 2006年1月1日 合併為津市 |
| 安濃郡草谷村   | 1891年6月12日 改名為安濃郡草生村 | 1891年6月12日 改名為安濃郡草生村  | 1891年6月12日 改名為安濃郡草生村        | 1891年6月12日 改名為安濃郡草生村        | 1891年6月12日 改名為安濃郡草生村        | 1891年6月12日 改名為安濃郡草生村        | 1955年1月15日 合併為安濃郡協和村 1955年2月11日 改名為安濃郡安濃村 | 1956年9月30日 安藝郡安濃村              | 1956年9月30日 安藝郡安濃村              | 1977年1月15日 改制安藝郡安濃町          | 2006年1月1日 合併為津市 | 2006年1月1日 合併為津市 |
| 安濃郡村主村   |                                  |                                   |                                         |                                         |                                         |                                         | 1955年1月15日 合併為安濃郡協和村 1955年2月11日 改名為安濃郡安濃村 | 1956年9月30日 安藝郡安濃村              | 1956年9月30日 安藝郡安濃村              | 1977年1月15日 改制安藝郡安濃町          | 2006年1月1日 合併為津市 | 2006年1月1日 合併為津市 |
| 安濃郡安濃村   |                                  |                                   |                                         |                                         |                                         |                                         | 1955年1月15日 合併為安濃郡協和村 1955年2月11日 改名為安濃郡安濃村 | 1956年9月30日 安藝郡安濃村              | 1956年9月30日 安藝郡安濃村              | 1977年1月15日 改制安藝郡安濃町          | 2006年1月1日 合併為津市 | 2006年1月1日 合併為津市 |
| 安濃郡明合村   |                                  |                                   |                                         |                                         |                                         |                                         | 1955年1月15日 合併為安濃郡協和村 1955年2月11日 改名為安濃郡安濃村 | 1956年9月30日 安藝郡安濃村              | 1956年9月30日 安藝郡安濃村              | 1977年1月15日 改制安藝郡安濃町          | 2006年1月1日 合併為津市 | 2006年1月1日 合併為津市 |
| 一志郡久居町   | 一志郡久居町                     | 一志郡久居町                      | 一志郡久居町                            | 一志郡久居町                            | 一志郡久居町                            | 一志郡久居町                            | 1955年3月1日 合併為久居町                                         | 1955年3月1日 合併為久居町               | 1955年3月1日 合併為久居町               | 1970年8月1日 改制為久居市               | 2006年1月1日 合併為津市 | 2006年1月1日 合併為津市 |
| 一志郡本村     | 一志郡本村                       | 一志郡本村                        | 1931年4月1日 併入一志郡久居町           | 一志郡久居町                            | 一志郡久居町                            | 一志郡久居町                            | 1955年3月1日 合併為久居町                                         | 1955年3月1日 合併為久居町               | 1955年3月1日 合併為久居町               | 1970年8月1日 改制為久居市               | 2006年1月1日 合併為津市 | 2006年1月1日 合併為津市 |
| 一志郡桃園村   |                                  |                                   |                                         |                                         |                                         |                                         | 1955年3月1日 合併為久居町                                         | 1955年3月1日 合併為久居町               | 1955年3月1日 合併為久居町               | 1970年8月1日 改制為久居市               | 2006年1月1日 合併為津市 | 2006年1月1日 合併為津市 |
| 一志郡戶木村   |                                  |                                   |                                         |                                         |                                         |                                         | 1955年3月1日 合併為久居町                                         | 1955年3月1日 合併為久居町               | 1955年3月1日 合併為久居町               | 1970年8月1日 改制為久居市               | 2006年1月1日 合併為津市 | 2006年1月1日 合併為津市 |
| 一志郡七栗村   |                                  |                                   |                                         |                                         |                                         |                                         | 1955年3月1日 合併為久居町                                         | 1955年3月1日 合併為久居町               | 1955年3月1日 合併為久居町               | 1970年8月1日 改制為久居市               | 2006年1月1日 合併為津市 | 2006年1月1日 合併為津市 |
| 一志郡稻葉村   |                                  |                                   |                                         |                                         |                                         |                                         | 1955年3月1日 合併為久居町                                         | 1955年3月1日 合併為久居町               | 1955年3月1日 合併為久居町               | 1970年8月1日 改制為久居市               | 2006年1月1日 合併為津市 | 2006年1月1日 合併為津市 |
| 一志郡榊原村   |                                  |                                   |                                         |                                         |                                         |                                         | 1955年3月1日 合併為久居町                                         | 1955年3月1日 合併為久居町               | 1955年3月1日 合併為久居町               | 1970年8月1日 改制為久居市               | 2006年1月1日 合併為津市 | 2006年1月1日 合併為津市 |
| 一志郡大三村   | 一志郡大三村                     | 一志郡大三村                      | 一志郡大三村                            | 一志郡大三村                            | 一志郡大三村                            | 一志郡大三村                            | 1955年3月15日 合併為一志郡白山町                                  | 1955年3月15日 合併為一志郡白山町        | 1955年3月15日 合併為一志郡白山町        | 1955年3月15日 合併為一志郡白山町        | 2006年1月1日 合併為津市 | 2006年1月1日 合併為津市 |
| 一志郡川口村   |                                  |                                   |                                         |                                         |                                         |                                         | 1955年3月15日 合併為一志郡白山町                                  | 1955年3月15日 合併為一志郡白山町        | 1955年3月15日 合併為一志郡白山町        | 1955年3月15日 合併為一志郡白山町        | 2006年1月1日 合併為津市 | 2006年1月1日 合併為津市 |
| 一志郡佐田村   | 1891年6月12日 改名為一志郡倭村   | 1891年6月12日 改名為一志郡倭村    | 1891年6月12日 改名為一志郡倭村          | 1891年6月12日 改名為一志郡倭村          | 1891年6月12日 改名為一志郡倭村          | 1891年6月12日 改名為一志郡倭村          | 1955年3月15日 合併為一志郡白山町                                  | 1955年3月15日 合併為一志郡白山町        | 1955年3月15日 合併為一志郡白山町        | 1955年3月15日 合併為一志郡白山町        | 2006年1月1日 合併為津市 | 2006年1月1日 合併為津市 |
| 一志郡八山村   |                                  |                                   |                                         |                                         |                                         |                                         | 1955年3月15日 合併為一志郡白山町                                  | 1955年3月15日 合併為一志郡白山町        | 1955年3月15日 合併為一志郡白山町        | 1955年3月15日 合併為一志郡白山町        | 2006年1月1日 合併為津市 | 2006年1月1日 合併為津市 |
| 一志郡境村     | 一志郡境村                       | 一志郡境村                        | 1940年11月3日 併入一志郡家城村          | 1940年11月3日 改制為一志郡家城町        | 1940年11月3日 改制為一志郡家城町        | 1940年11月3日 改制為一志郡家城町        | 1955年3月15日 合併為一志郡白山町                                  | 1955年3月15日 合併為一志郡白山町        | 1955年3月15日 合併為一志郡白山町        | 1955年3月15日 合併為一志郡白山町        | 2006年1月1日 合併為津市 | 2006年1月1日 合併為津市 |
| 一志郡家城村   |                                  |                                   |                                         | 1940年11月3日 改制為一志郡家城町        | 1940年11月3日 改制為一志郡家城町        | 1940年11月3日 改制為一志郡家城町        | 1955年3月15日 合併為一志郡白山町                                  | 1955年3月15日 合併為一志郡白山町        | 1955年3月15日 合併為一志郡白山町        | 1955年3月15日 合併為一志郡白山町        | 2006年1月1日 合併為津市 | 2006年1月1日 合併為津市 |
| 一志郡大井村   | 一志郡大井村                     | 一志郡大井村                      | 一志郡大井村                            | 一志郡大井村                            | 一志郡大井村                            | 一志郡大井村                            | 1955年1月15日 合併為一志郡一志町                                  | 1955年1月15日 合併為一志郡一志町        | 1955年1月15日 合併為一志郡一志町        | 1955年1月15日 合併為一志郡一志町        | 2006年1月1日 合併為津市 | 2006年1月1日 合併為津市 |
| 一志郡波瀨村   |                                  |                                   |                                         |                                         |                                         |                                         | 1955年1月15日 合併為一志郡一志町                                  | 1955年1月15日 合併為一志郡一志町        | 1955年1月15日 合併為一志郡一志町        | 1955年1月15日 合併為一志郡一志町        | 2006年1月1日 合併為津市 | 2006年1月1日 合併為津市 |
| 一志郡川合村   |                                  |                                   |                                         |                                         |                                         |                                         | 1955年1月15日 合併為一志郡一志町                                  | 1955年1月15日 合併為一志郡一志町        | 1955年1月15日 合併為一志郡一志町        | 1955年1月15日 合併為一志郡一志町        | 2006年1月1日 合併為津市 | 2006年1月1日 合併為津市 |
| 一志郡高岡村   |                                  |                                   |                                         |                                         |                                         |                                         | 1955年1月15日 合併為一志郡一志町                                  | 1955年1月15日 合併為一志郡一志町        | 1955年1月15日 合併為一志郡一志町        | 1955年1月15日 合併為一志郡一志町        | 2006年1月1日 合併為津市 | 2006年1月1日 合併為津市 |
| 一志郡竹原村   | 一志郡竹原村                     | 一志郡竹原村                      | 一志郡竹原村                            | 一志郡竹原村                            | 一志郡竹原村                            | 一志郡竹原村                            | 1955年3月15日 合併為一志郡美杉村                                  | 1955年3月15日 合併為一志郡美杉村        | 1955年3月15日 合併為一志郡美杉村        | 1955年3月15日 合併為一志郡美杉村        | 2006年1月1日 合併為津市 | 2006年1月1日 合併為津市 |
| 一志郡八知村   |                                  |                                   |                                         |                                         |                                         |                                         | 1955年3月15日 合併為一志郡美杉村                                  | 1955年3月15日 合併為一志郡美杉村        | 1955年3月15日 合併為一志郡美杉村        | 1955年3月15日 合併為一志郡美杉村        | 2006年1月1日 合併為津市 | 2006年1月1日 合併為津市 |
| 一志郡太郎生村 |                                  |                                   |                                         |                                         |                                         |                                         | 1955年3月15日 合併為一志郡美杉村                                  | 1955年3月15日 合併為一志郡美杉村        | 1955年3月15日 合併為一志郡美杉村        | 1955年3月15日 合併為一志郡美杉村        | 2006年1月1日 合併為津市 | 2006年1月1日 合併為津市 |
| 一志郡伊勢地村 |                                  |                                   |                                         |                                         |                                         |                                         | 1955年3月15日 合併為一志郡美杉村                                  | 1955年3月15日 合併為一志郡美杉村        | 1955年3月15日 合併為一志郡美杉村        | 1955年3月15日 合併為一志郡美杉村        | 2006年1月1日 合併為津市 | 2006年1月1日 合併為津市 |
| 一志郡八幡村   |                                  |                                   |                                         |                                         |                                         |                                         | 1955年3月15日 合併為一志郡美杉村                                  | 1955年3月15日 合併為一志郡美杉村        | 1955年3月15日 合併為一志郡美杉村        | 1955年3月15日 合併為一志郡美杉村        | 2006年1月1日 合併為津市 | 2006年1月1日 合併為津市 |
| 一志郡多氣村   |                                  |                                   |                                         |                                         |                                         |                                         | 1955年3月15日 合併為一志郡美杉村                                  | 1955年3月15日 合併為一志郡美杉村        | 1955年3月15日 合併為一志郡美杉村        | 1955年3月15日 合併為一志郡美杉村        | 2006年1月1日 合併為津市 | 2006年1月1日 合併為津市 |
| 一志郡下之川村 |                                  |                                   |                                         |                                         |                                         |                                         | 1955年3月15日 合併為一志郡美杉村                                  | 1955年3月15日 合併為一志郡美杉村        | 1955年3月15日 合併為一志郡美杉村        | 1955年3月15日 合併為一志郡美杉村        | 2006年1月1日 合併為津市 | 2006年1月1日 合併為津市 |
| 一志郡矢野村   | 一志郡矢野村                     | 一志郡矢野村                      | 1929年7月1日 改制並改名為一志郡香良洲町 | 1929年7月1日 改制並改名為一志郡香良洲町 | 1929年7月1日 改制並改名為一志郡香良洲町 | 1929年7月1日 改制並改名為一志郡香良洲町 | 1929年7月1日 改制並改名為一志郡香良洲町                           | 1929年7月1日 改制並改名為一志郡香良洲町 | 1929年7月1日 改制並改名為一志郡香良洲町 | 1929年7月1日 改制並改名為一志郡香良洲町 | 2006年1月1日 合併為津市 | 2006年1月1日 合併為津市 |

## 行政

### 歷任市長
| 屆                     | 姓名                   | 上任日期               | 卸任日期               | 備註                           |
| 第一代津市市長（官派） | 第一代津市市長（官派） | 第一代津市市長（官派） | 第一代津市市長（官派） | 第一代津市市長（官派）         |
| ---------------------- | ---------------------- | ---------------------- | ---------------------- | ------------------------------ |
| 1                      | 伊東祐賢               | 1889年5月13日          | 1889年11月             |                                |
| 2                      | 長井氏克               | 1890年2月18日          | 1901年11月             |                                |
| 3                      | 黑川佐太郎             | 1901年11月28日         | 1907年11月             |                                |
| 4                      | 內多正雄               | 1907年11月             | 1916年8月              |                                |
| 5                      | 有田義資               | 1916年10月14日         | 1921年11月             |                                |
| 6                      | 御厨規三               | 1922年2月27日          | 1925年10月             |                                |
| 7                      | 須山榮                 | 1926年1月              | 1930年1月              |                                |
| 8                      | 堀川美哉               | 1930年1月              | 1945年8月              |                                |
| 9                      | 石原雅二郎             | 1945年11月9日          | 1946年5月              | 因病提前辭職                   |
| 10                     | 堀川美哉               | 1946年7月              | 1946年11月             | 因公職追放令而離職             |
| 第一代津市市長（民選） |                        |                        |                        |                                |
| 11                     | 酒井萬馬               | 1947年4月8日           | 1951年4月              |                                |
| 12                     | 志田勝                 | 1951年4月              | 1953年3月              | 提前辭職                       |
| 13                     | 堀川美哉               | 1953年5月              | 1957年5月              | 公職追放令廢除後重新參選       |
| 14                     | 角永清                 | 1957年5月              | 1961年6月              |                                |
| 15                     | 角永清                 | 1961年5月              | 1965年5月              |                                |
| 16                     | 角永清                 | 1965年5月              | 1969年5月              |                                |
| 17                     | 角永清                 | 1969年5月              | 1973年5月              |                                |
| 18                     | 角永清                 | 1973年5月              | 1974年6月              | 因涉入收賄案而辭職             |
| 19                     | 岡村初博               | 1974年7月14日          | 1978年7月13日          |                                |
| 20                     | 岡村初博               | 1978年7月14日          | 1982年7月13日          |                                |
| 21                     | 岡村初博               | 1982年7月14日          | 1986年7月13日          |                                |
| 22                     | 岡村初博               | 1986年7月14日          | 1990年7月13日          |                                |
| 23                     | 岡村初博               | 1990年7月14日          | 1994年7月13日          |                                |
| 24                     | 近藤康雄               | 1994年7月14日          | 1998年7月13日          |                                |
| 25                     | 近藤康雄               | 1998年7月14日          | 2001年7月13日          |                                |
| 26                     | 近藤康雄               | 2002年7月14日          | 2005年12月31日         | 因津市合併而提前解任           |
| 第二代津市市長（民選） |                        |                        |                        |                                |
| 1                      | 松田直久               | 2006年2月6日           | 2010年2月5日           | 原三重縣議會議員               |
| 2                      | 松田直久               | 2010年2月6日           | 2011年2月23日          | 為參加三重縣知事選舉而提前辭職 |
| 3                      | 前葉泰幸               | 2011年4月25日          | 2015年4月24日          |                                |
| 4                      | 前葉泰幸               | 2015年4月25日          | 2019年4月24日          |                                |
| 5                      | 前葉泰幸               | 2019年4月25日          | 2023年4月24日          |                                |
| 6                      | 前葉泰幸               | 2023年4月25日          | 現任                   |                                |

## 交通

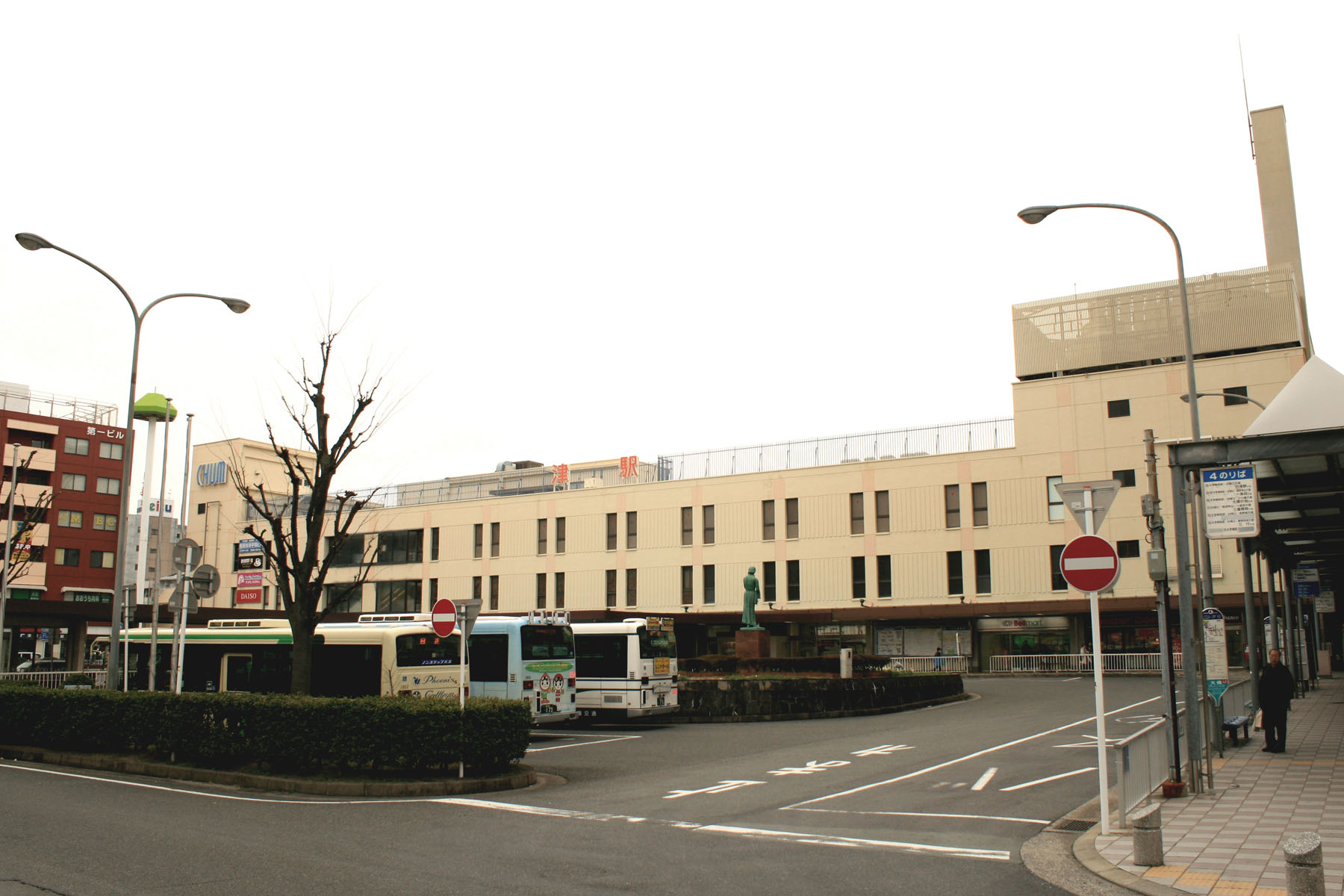
津車站

津市的主要車站為津車站，同樣的由於車站名的發音只有一個音節，成為全日本發音最短的車站。津車站有東海旅客鐵道紀勢本線、近畿日本鐵道名古屋線、伊勢鐵道伊勢線三家鐵路業者的鐵路路線在此交會。除了通過市區的這三條鐵路路線外，在轄區南部還有東海旅客鐵道的名松線、近畿日本鐵道的大阪線通過。
高速公路伊勢自動車道也以南北向從市區的西側通過，並在轄區北側與龜山市交界處可以接入東名阪自動車道和名阪國道；此外透過國道23號、國道163號、國道165號、國道422號可串聯轄內大部分的地區。
市內的客運路線主要的業者為三重交通，同時市政府也有在市區以外的區域開設津市社區巴士。
三重縣內雖然沒有民用機場，但位於愛知縣的中部國際機場就位於伊勢灣的對岸，直線距離僅三十公里，因此在市區旁的港口開設有津機場線的高速渡輪，每天有15班往返船班可直接抵達中部國際機場。

### 鐵路
- 東海旅客鐵道
  - 紀勢本線：（龜山市） - 一身田車站 - 津車站 - 阿漕車站 - 高茶屋車站 - （松阪市→）
  - 名松線：（松阪市） -  伊勢八太車站 - 一志車站 - 井關車站 - 伊勢大井車站 - 伊勢川口車站 - 關之宮車站 - 家城車站 - 伊勢竹原車站 - 伊勢鎌倉車站 - 伊勢鎌倉車站 - 比津車站 - 伊勢奧津車站
- 近畿日本鐵道
  - 名古屋線：（←鈴鹿市） - 千里車站 - 豐津上野車站 - 白塚車站 - 高田本山車站 - 江戶橋車站 - 津車站 - 津新町車站 - 南丘車站 - 久居車站 - 桃園車站 - （松阪市）
  - 大阪線：（←伊賀市） - 東青山車站 - 榊原溫泉口車站 - 大三車站 - 伊勢石橋車站 - 川合高岡車站 - （松阪市）
- 伊勢鐵道
  - 伊勢線：（鈴鹿市） - 伊勢上野車站 - 河藝車站 - 東一身田車站 - 津車站

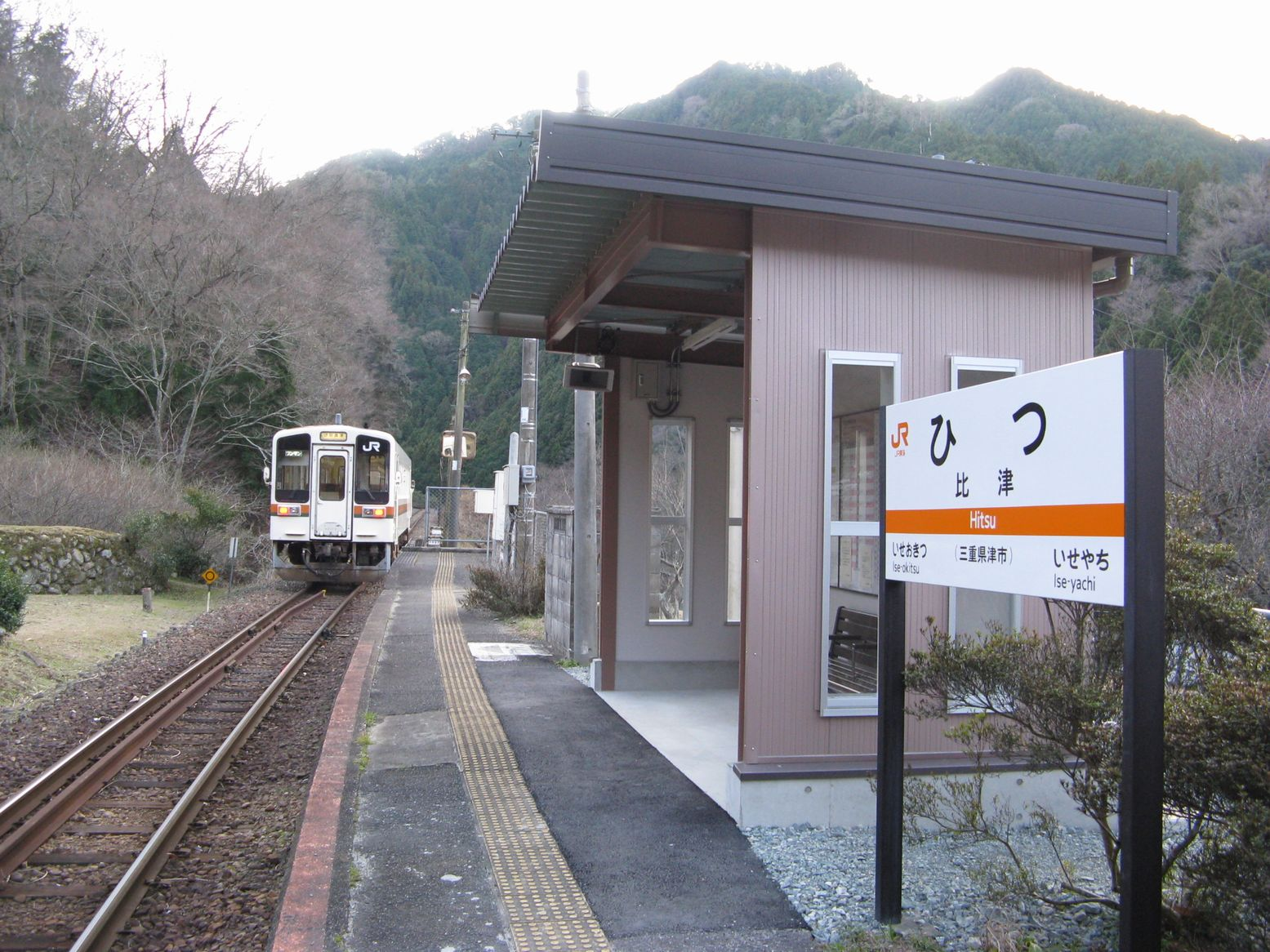
比津車站
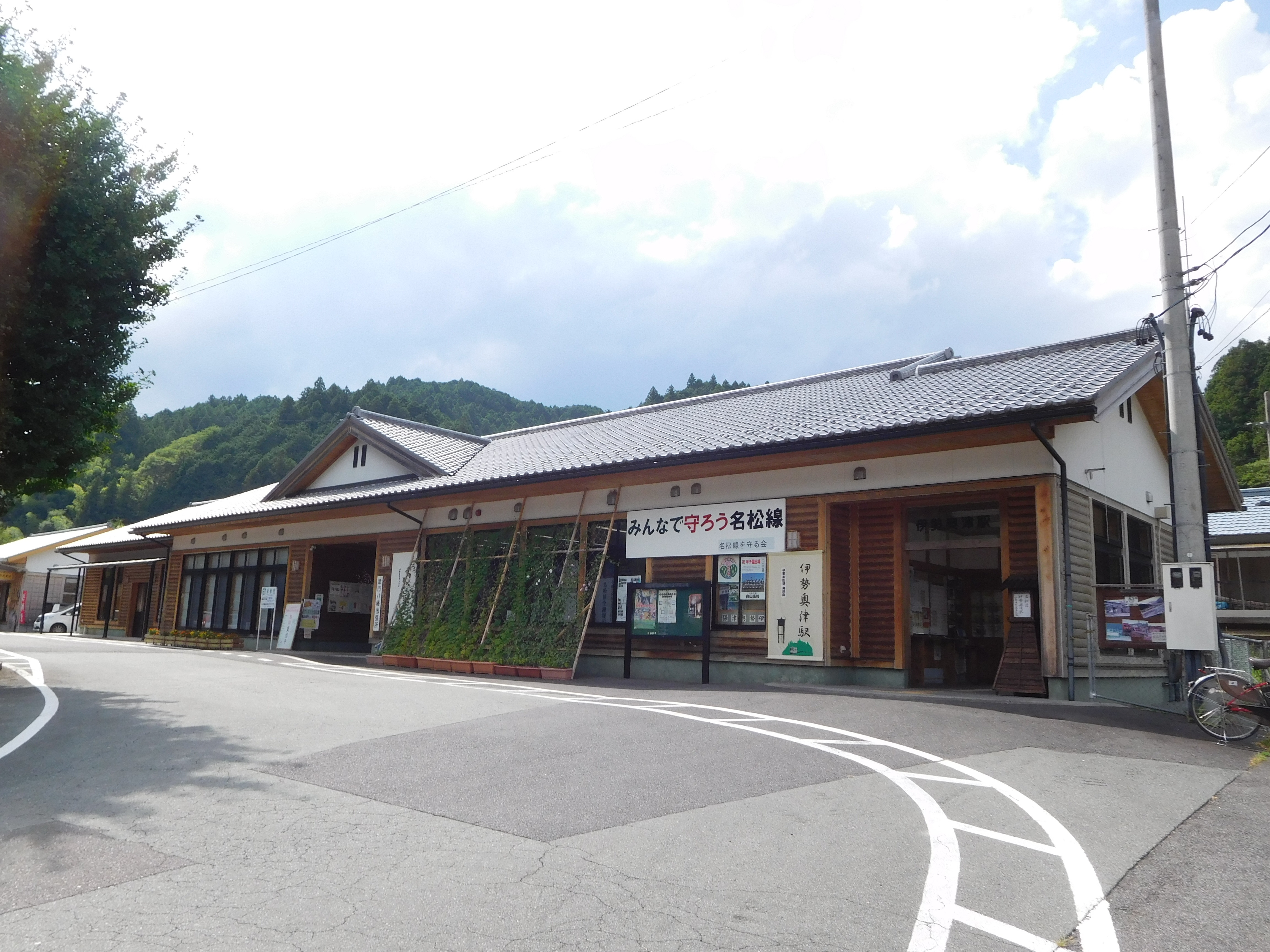
伊勢奧津車站
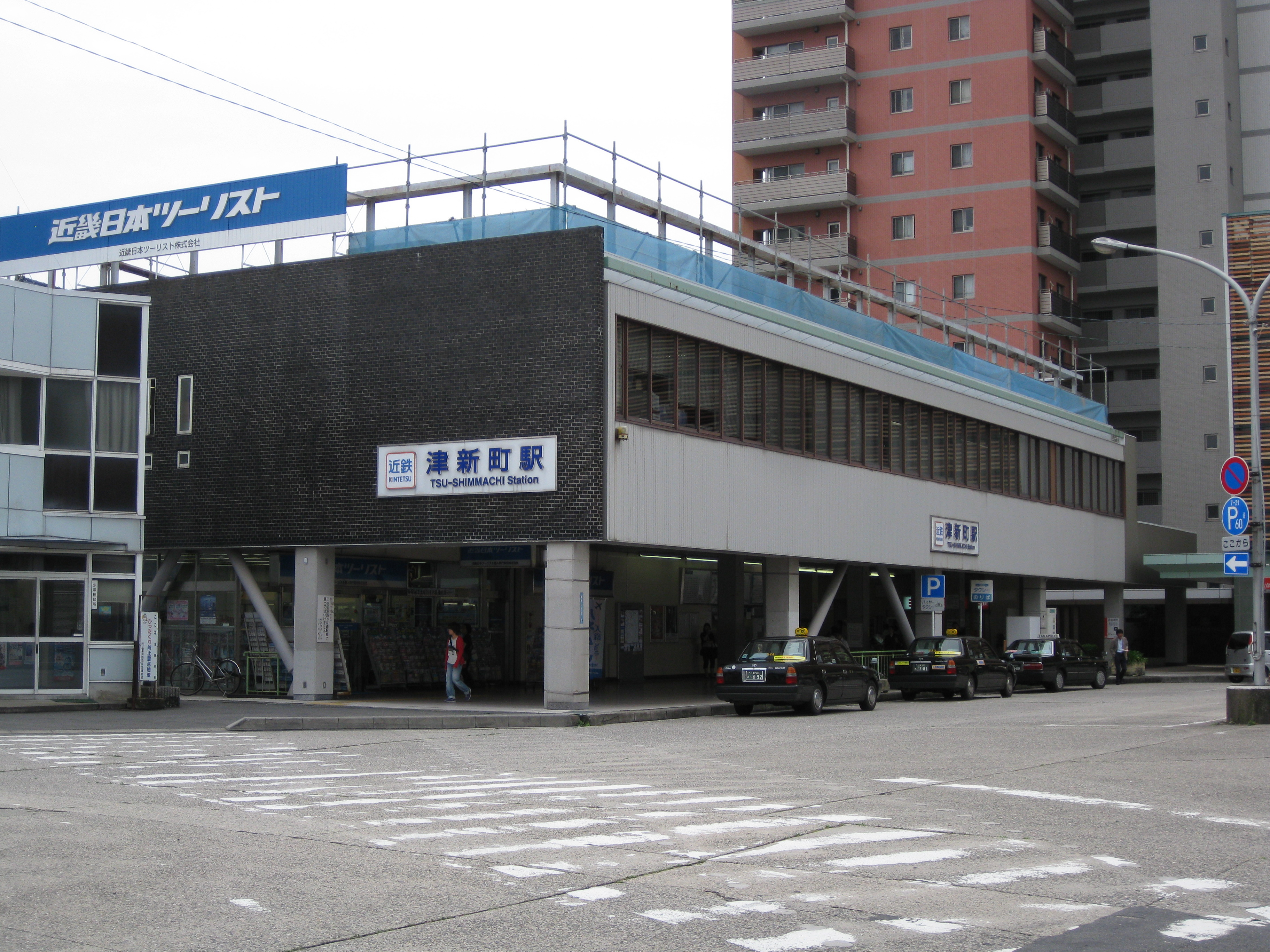
津新町車站
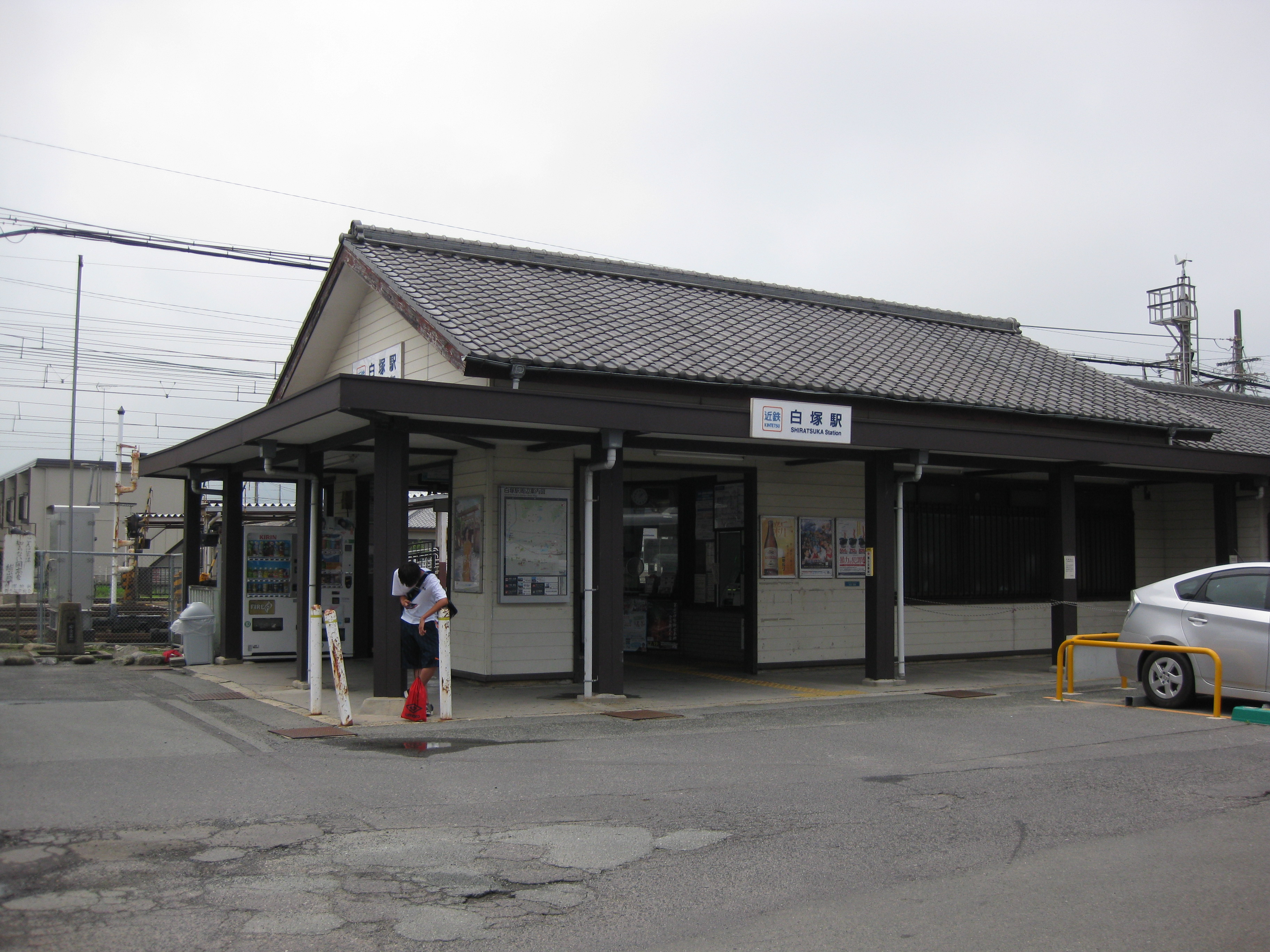
白塚車站
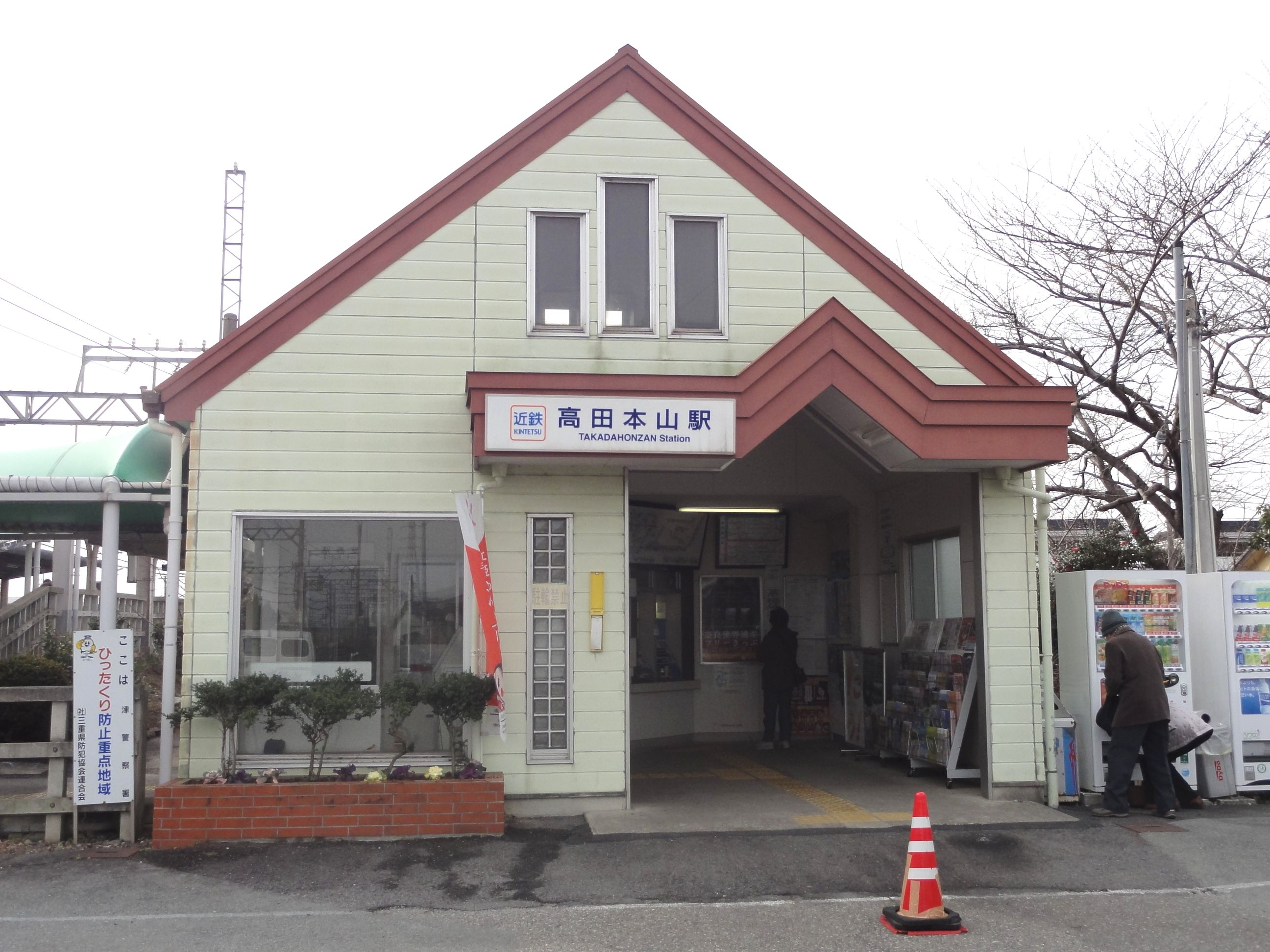
高田本山車站
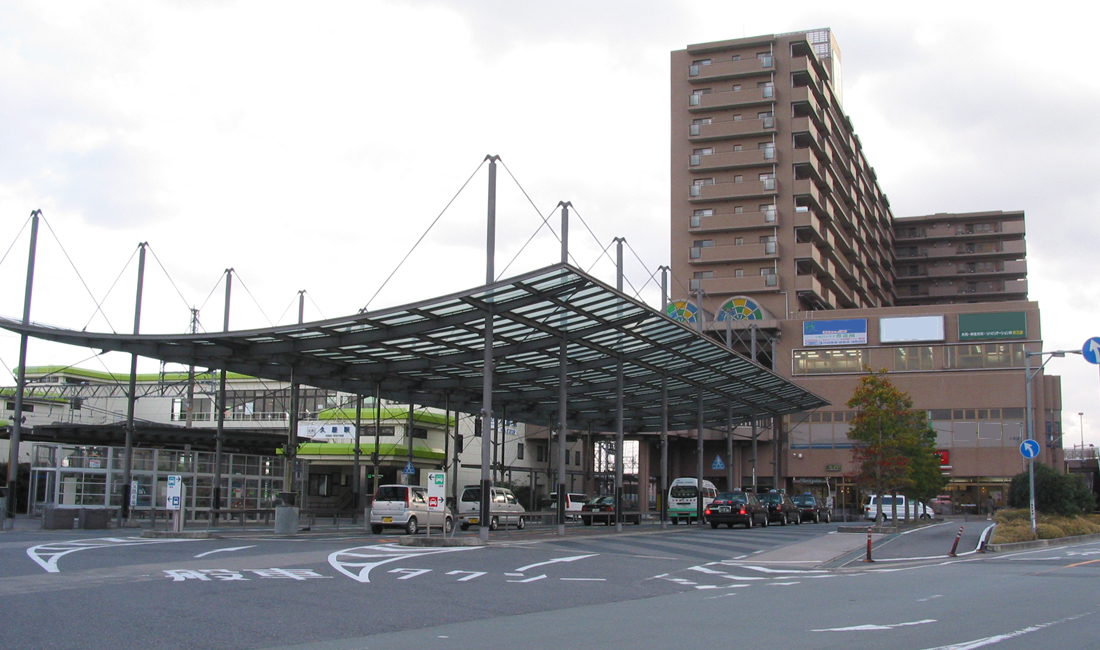
久居車站
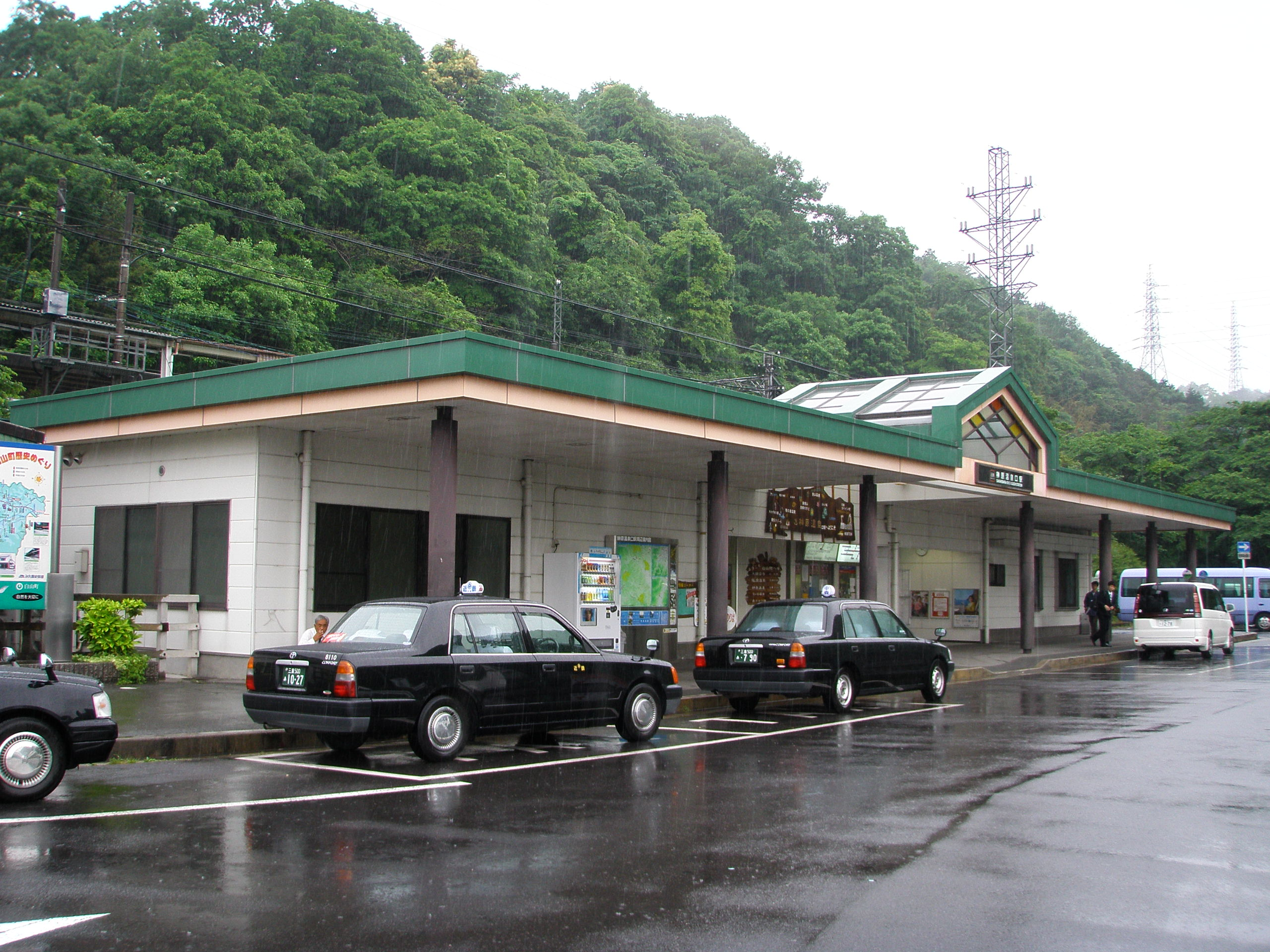
榊原溫泉口車站
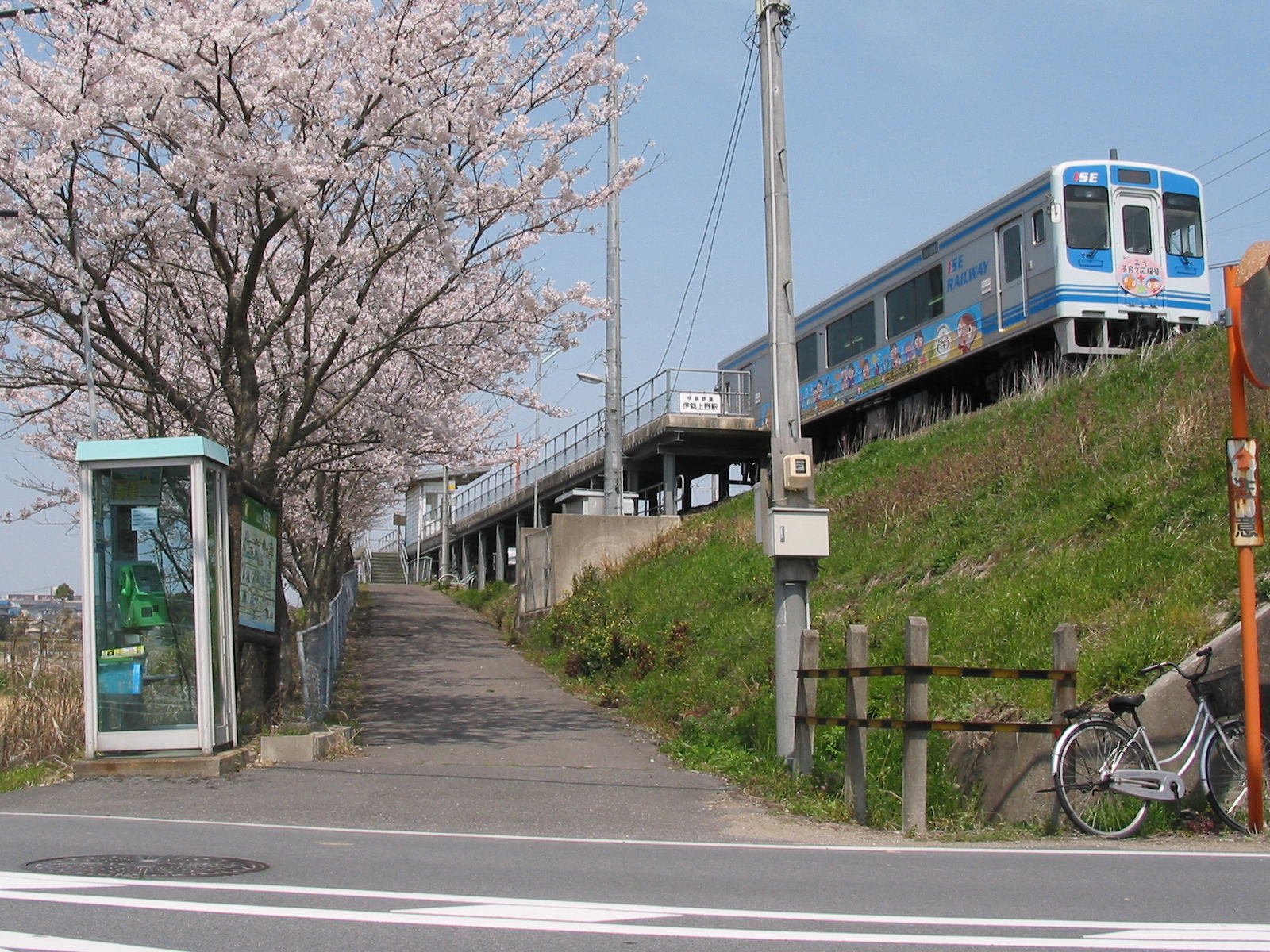
伊勢上野車站

### 公路
高速公路

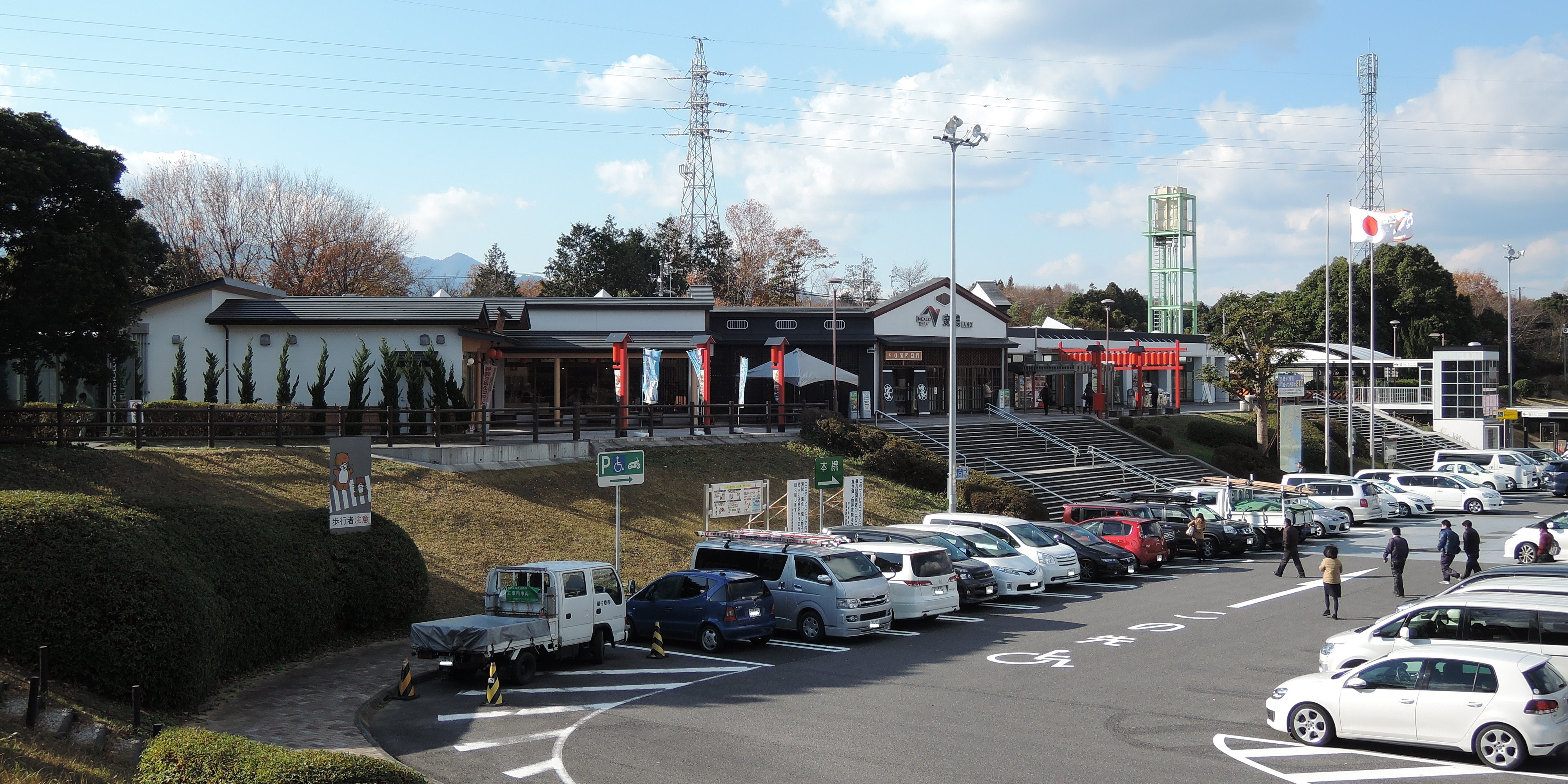
安濃服務區

- 伊勢自動車道：（龜山市） - （東名阪自動車道） - 伊勢關交流道（日语：伊勢関インターチェンジ） - 藝濃交流道 - 安濃服務區 - 津交流道 - 久居交流道 - （松阪市）

## 觀光資源
位於轄區西部與伊賀市之間的青山高原屬於室生赤目青山國定公園的範圍，為適合健行、騎車等戶外活動的地方，加上豐富的四季景觀，成為本地的主要觀光景點；此外在在2003年後興建了青山高原風力發電廠，大量的風車也成為高原上特殊的景觀。
西南部與名張市交界屬於名張川和雲出川上游處，也有赤目一志峽縣立自然公園，擁有溪流、山林等自然景觀。在東側的海岸則屬於伊勢之海縣立自然公園，擁有大片的沙灘及海水浴場。

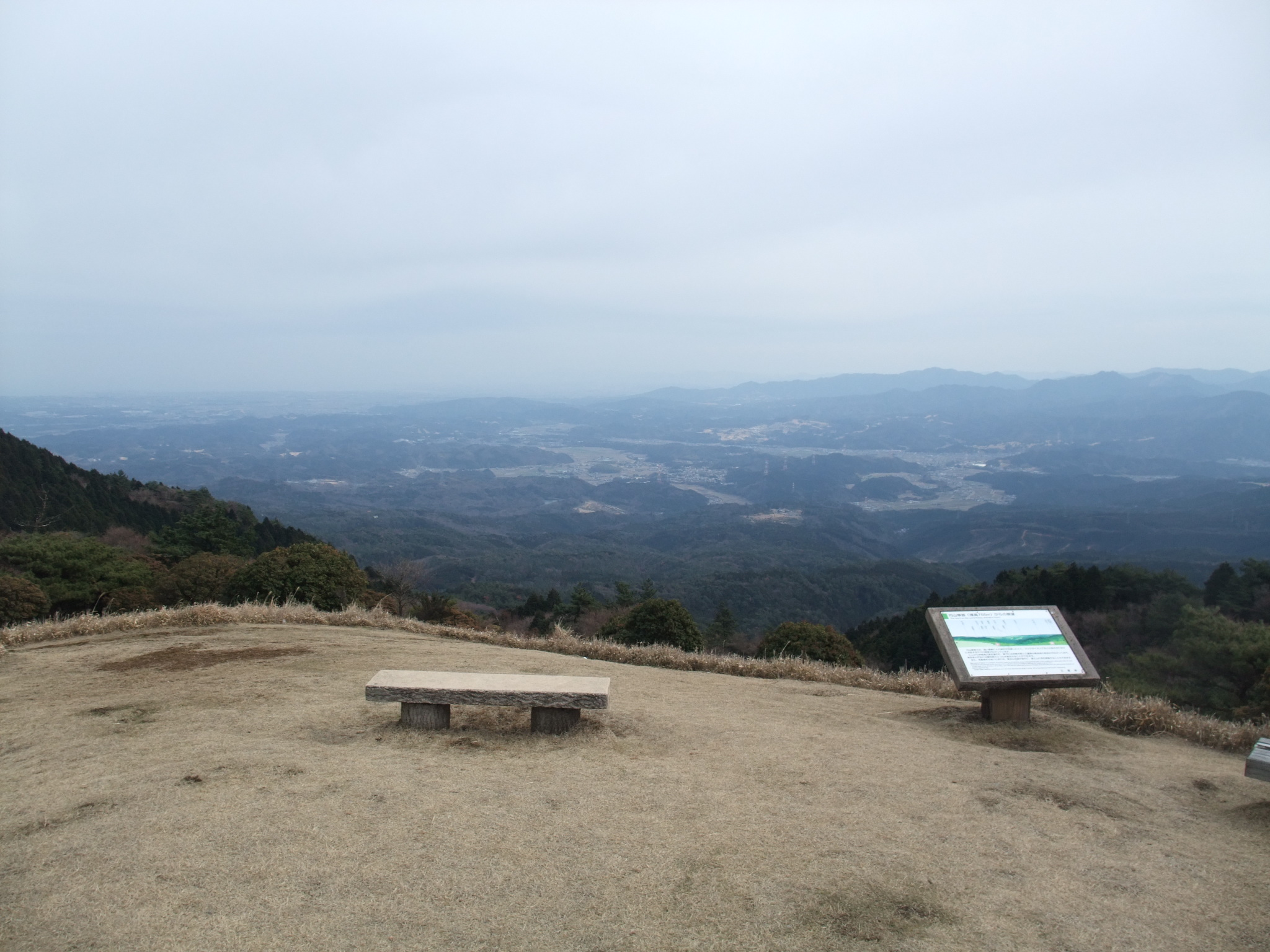
青山高原上的景觀
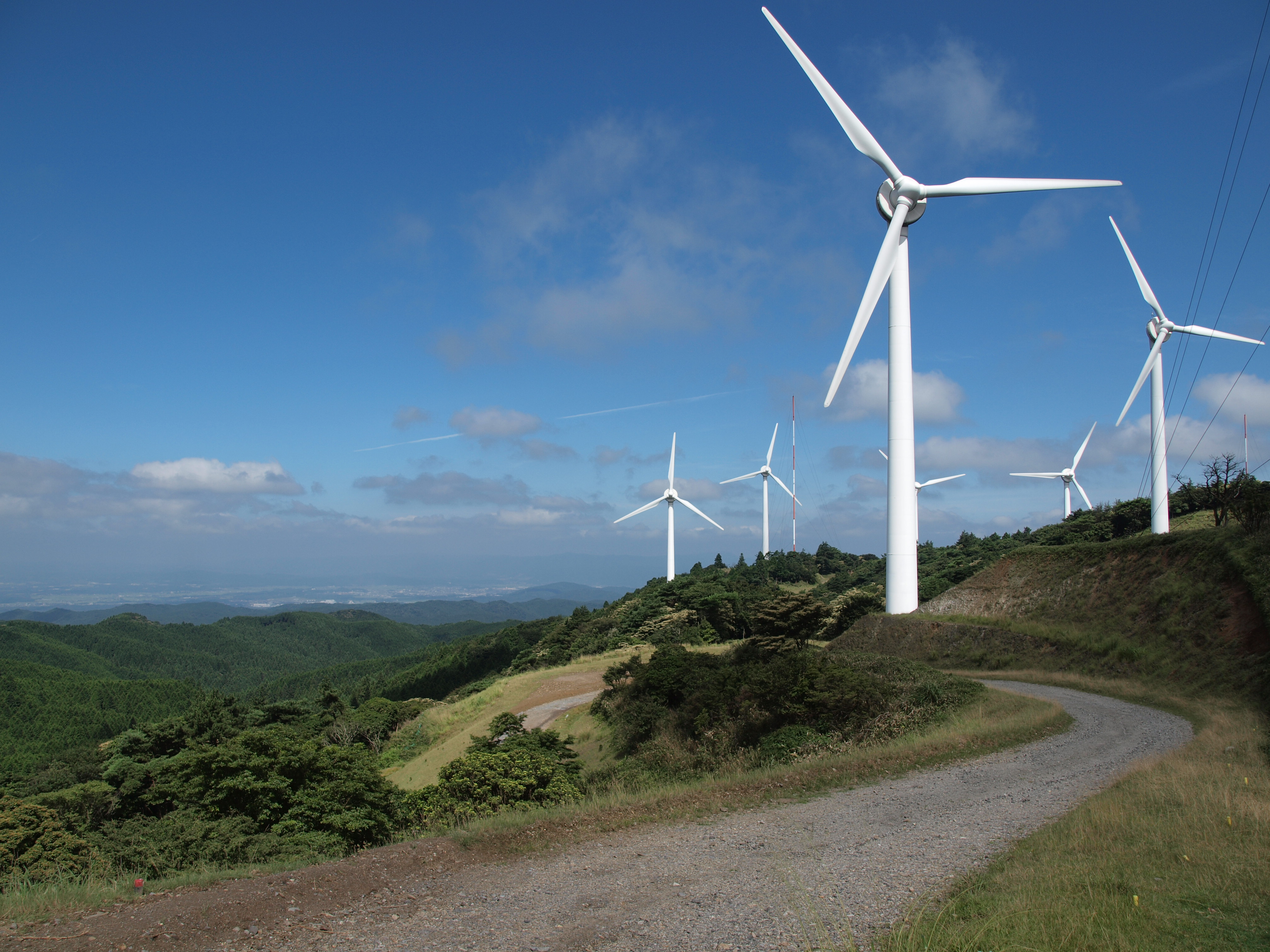
青山高原上的景觀及風車
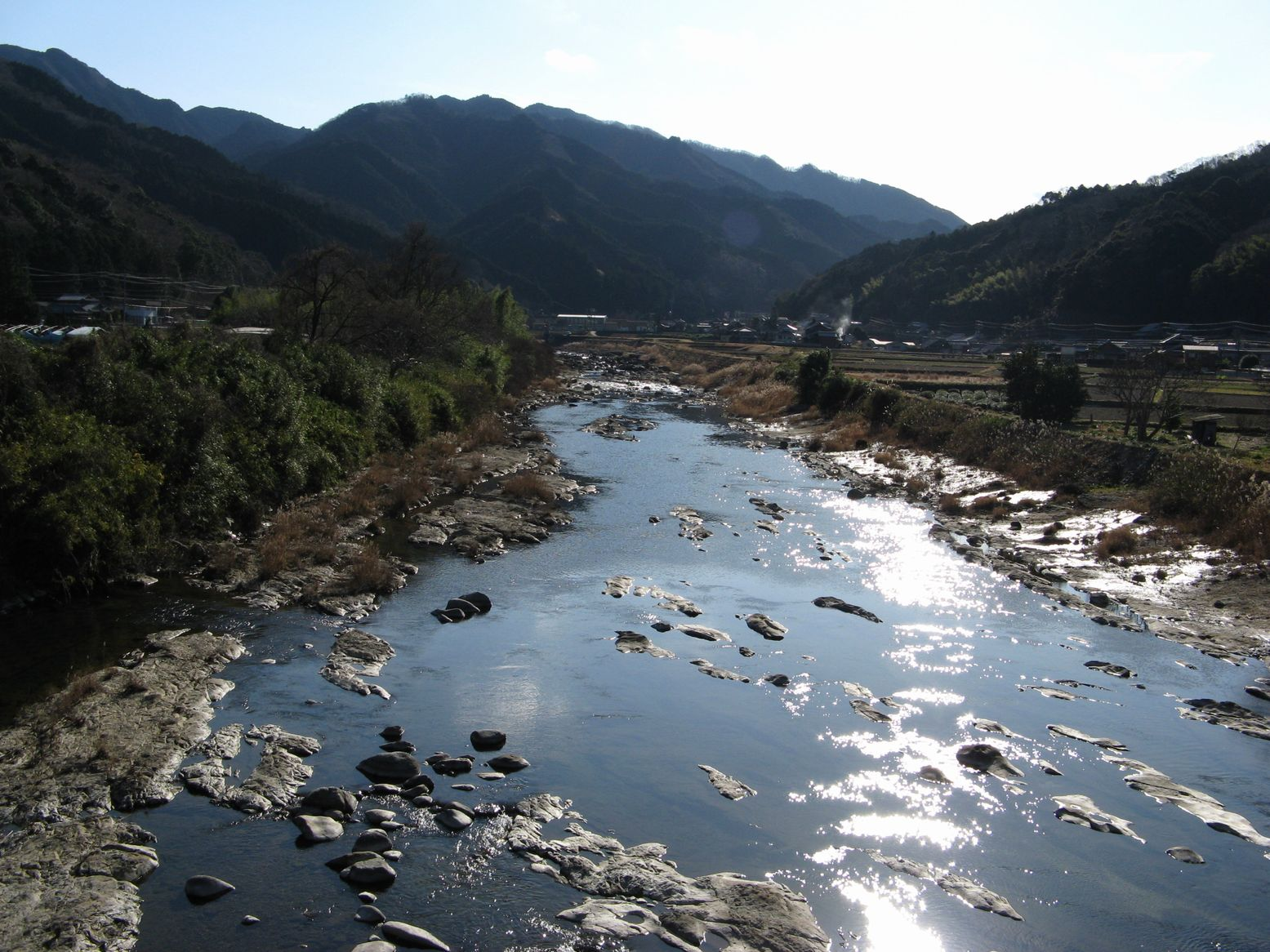
雲出川八代橋附近的河流景觀

## 教育
津市內的高等教育學校包括國立的三重大學、縣立的三重縣立看護大學、市立的三重短期大學、私立的藤田醫科大學和高田短期大学。

## 姊妹、友好城市

### 日本
- 上富良野町（北海道）
兩地於1997年締結為友好都市。[3]

### 海外
- 奥萨斯库（巴西圣保罗州）
兩地於1976年締結為姊妹城市。
- 镇江市（中國江蘇省）
兩地於1984年締結為姊妹城市。